# Trichoglottis australiensis
Trichoglottis australiensis es una especie de orquídea, originaria de Australia.

## Descripción
Es una planta pequeña , que prefiere el clima cálido, de hábito epifita o litofita con un tallo erecto a semi-colgante, aplanado, con ramificación que lleva numerosas hojas, caídas, gruesas, de color verde, coriáceas, brillante oscuro a verde amarillento, con el ápice desigualmente dentado. Florece desde la primavera hasta el otoño después de un breve intermedio, en una inflorescencia axilar con 2 al 6 flores llevando flores fragantes en la mañana.

## Distribución y hábitat
Se encuentra en el norte de Queensland, Australia en los árboles en la densa vegetación a lo largo de los arroyos, en las laderas más secas en las selvas tropicales y entre los cantos rodados en los barrancos secos pero húmedos en elevaciones de 400 a 600 metros.

## Taxonomía
Trichoglottis australiensis fue descrita por Alick William Dockrill y publicado en Orchadian (Australasian native orchid society) 2: 106. 1967.
Etimología
Trichoglottis, (abreviado Trgl.): nombre genérico que deriva de las palabras griegas: θρίξ = "pelos" y γλῶττα = "lengua".
australiensis: epíteto geográfico que alude a su localización en Australia.